# モンタナ州の歴史
モンタナ州の歴史（モンタナしゅうのれきし、英:History of Montana）では、主にアメリカ合衆国モンタナ州となった地域に、ヨーロッパ人が到着する前の先住民族時代からの歴史を概説する。

## 初期のモンタナ、ヨーロッパ人到着以前
1700年頃からモンタナの南中部やワイオミングの北部として知られる地域にはクロウ・インディアンが住んでいた。彼らがこの地域に到着する以前の100年間、五大湖地域からロッキー山脈北部（現在ではアルバータ州）、南はグレートソルト湖、東はグレートプレーンズの南、および最後にビッグホーン山脈とイエローストーン川へと回遊していた。この地域はクロウ・インディアンの新しい故郷となり、現在でも住んでいる。しかし、クロウ・インディアンがこの地域に初めて住んだ住人という訳ではなかった。ビリングスの南6マイル (10 km)にあるピクトグラフ洞窟の壁画は、2,100年以上前にこの地域に人類がいたことを示している。クロウ族の真の名前はアプサールックであり、「大きな嘴を持つ鳥の人間（あるいは子供）」を意味している。クロウ族の伝統的な住居はバイソンの毛皮と木製柱でできたテントだった。彼らは最大級のテントを造ったことでも知られた。クロウ族は他の平原種族よりも多くの馬を所有していた。1914年、その馬群の数は3万から4万とされたが、1921年までに政府の撲滅努力のために1,000頭にまで減った。犬もたくさん持っており、500匹ないし600匹を数えた資料もある。他の種族とは異なり、犬を消費しなかった。クロー族は遊牧民でもあった。
シャイアン族はモンタナの南東部に居留地を持っていた。モンタナの北部シャイアン族はシャイアン語を話し、親戚である南部シャイアン族が話す言語とは一握りの語彙が異なるだけだった。シャイアン語はより大きなアルゴンキン語族の一部であり、音調の特徴を発展させてきた数少ない平原アルゴンキン語の一つである。言語学的にシャイアン語に近いものとしてはアラパホ族やオジブワ族（チペワ族）のものがある。16世紀より前のシャイアン族についてはほとんど何も知られていない。シャイアン族歴史の研究の大半は16世紀時点から始まっている。北部シャイアン族は1876年6月25日に起こったリトルビッグホーンの戦いに参加した。シャイアン族はラコタ族やアラパホ族の小さな部隊と共に、ジョージ・アームストロング・カスターとその第7騎兵隊分遣隊を全滅させた。
ブラックフット族、アシニボイン族およびグロヴァント族はモンタナの中部と北中部に居留地があった。居留地時代の前は、ブラックフット族が独立心が強く大変成功した戦士達であり、その領域は現在のカナダ、アルバータ州エドモントンのあるノースサスカチュワン川から、モンタナのイエローストーン川まで、またロッキー山脈からレジャイナを過ぎてサスカチュワン川まで拡がっていた。ブラックフット族は遊牧民であり、アメリカバイソンの群れを追った。その種族の存続のためには適切な場所と適切な時期が必要だった。1年のほぼ半分は北の長い冬であり、冬の宿営地は森林の多い川の流域にあり、恐らくは昼間に活動し、人や馬の食料あるいは薪が枯渇しない限り宿営地を動かさなかった。
アシニボイン族はオジブウェ語のアシニブワーン「石のスー」という名前でも知られ、北アメリカのグレートプレーンズ北部にその起源があり、具体的にカナダとアメリカ合衆国国境周辺の現在名ではモンタナ州とサスカチュワン州の一部、アルバータ州およびマニトバ州の南西部だった。彼らの存在は1700年代後半や1800年代初期の大半を通じて良く知られた。アシニボイン族の肖像画がカール・ボドマーやジョージ・カトリンのような19世紀の画家によって描かれた。その生活様式、言語および文化習慣においてラコタ・スー族と多くの点で類似しており、ナコダ族の1支流あるいはラコタ族中央部の1支流とも考えられている。アシニボイン族は17世紀に他のラコタ族から分かれたと信じられている。
グロヴァントル（フランス語で大きなベリー）族はモンタナの北中部に住むアメリカ・インディアン種族であり、アトシナ族としても知られるが、これは不正確で軽蔑的な名前と考えられている。現在の人口は3,682人であり、歴史的に敵対関係にあったアシニボイン族と共にベルクナップ砦インディアン居留地に住んでいる。グロヴァントルは、彼等の手話を誤解したフランス人によって付けられた名前である。グロヴァントル族はその代わりに自分達のことをエイアニあるいはエイアニニンと呼び、これは「白い粘土の人」を意味する。アラパホ族の1支流と考えられ、グロヴァントル語あるいはアトシナ語と呼ばれるアラパホ語の変化形を話す。
クーテネイ族およびサリシュ族は西部に住んでいる。クーテネイ（またはクテネイあるいはクツーナハ）族は北アメリカ土着の先住民族である。モンタナにおけるフラットヘッド民族のサリシュ族およびクーテネイ族連邦に属する3種族の1つである。ブリティッシュコロンビア州ではクツーナハ族を形成している。アメリカ合衆国のアイダホ州やワシントン州にも住んでいる。フラットヘッド・インディアン居留地にはビタールート・サリシュ族およびペンド・オレイル族も住んでいる。
小さな集団であるペンド・オレイル族やカリスペル族はそれぞれフラットヘッド湖や西部の山脈にも住んでいる。

## ルイジアナ買収

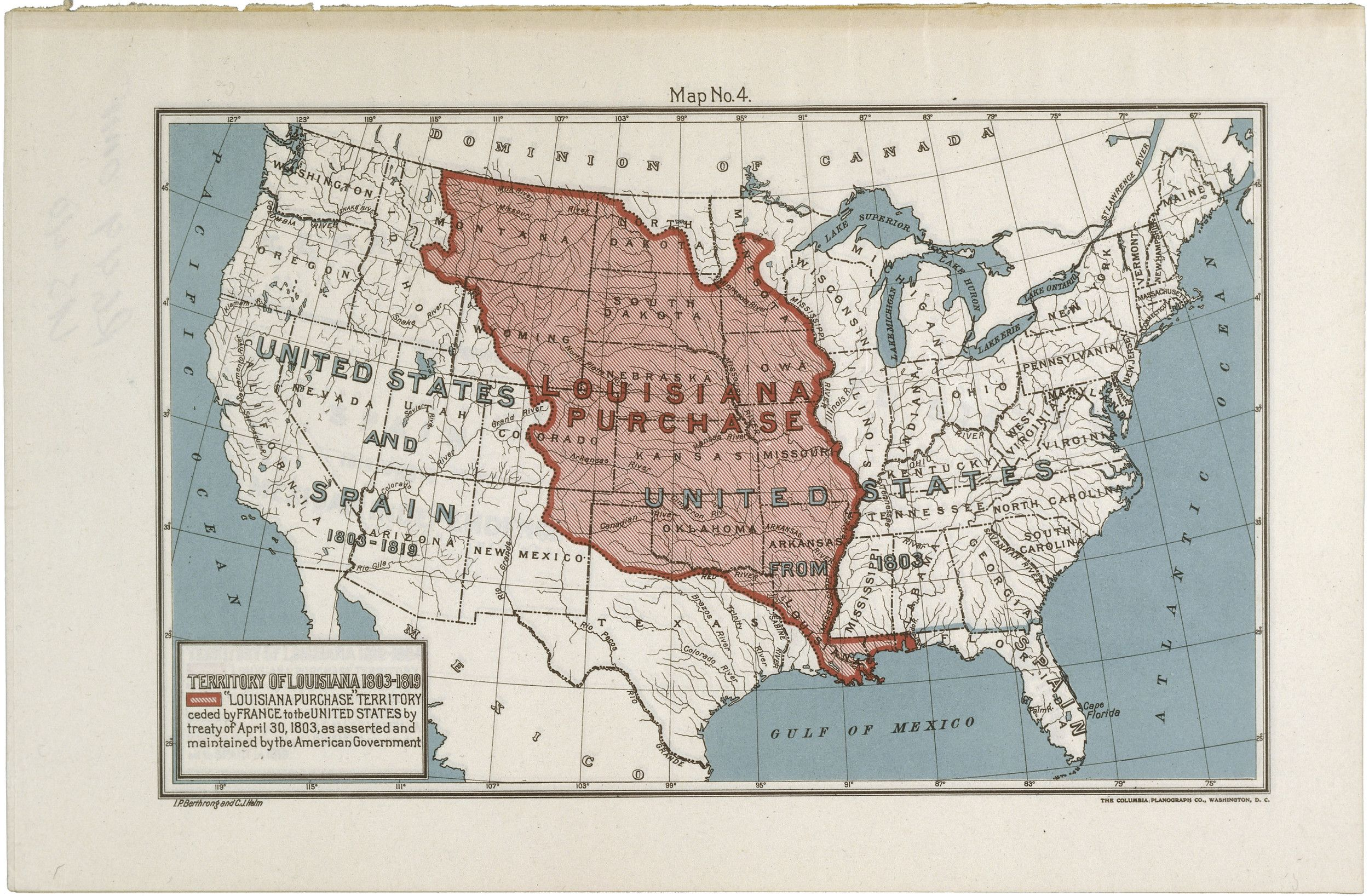
ルイジアナ買収

1803年4月30日、パリでロバート・リビングストン、ジェームズ・モンローおよびバルベ・マルボアがルイジアナ買収条約に署名した。ジェファーソン大統領は7月4日にアメリカ市民に向けて条約について発表した。その買収地域には現在のモンタナ州の大半が含まれていた。
アメリカ合衆国上院は、10月20日に25対7という票決で条約を批准した。翌日、ジェファーソン大統領がその領土を所有し暫定的な軍政府を創ることを承認した。10月31日に法制化された法律で、連邦議会はフランスとスペインの支配下にあったときの地元文民政府が継続する一時的な制度を作り、大統領には秩序の維持のために軍隊を使うことを承認した。続いてフランスは12月20日にニューオーリンズをアメリカ合衆国に渡した。1804年3月10日、ルイジアナの領有権をフランスからアメリカ合衆国に移すための公式儀式がセントルイスで行われた。

## ルイス・クラーク探検隊
ルイジアナ買収は西海岸への拡張に関する興味に火を点けた。買収から数週間後、西部への拡張論者でもあったジェファーソン大統領は「有能な士官と10ないし12名の隊員を西の大洋まで探検させるために派遣する」目的で、議会に2,500ドルを充てさせた。彼等探検隊はインディアン種族、植物種、地質、西部の地勢と野生動物を調査研究すると共に、既にその地域に入っているイギリス人やフランス系カナダ人の猟師や罠師からの妨害の可能性も評価することとされた。
1806年7月3日、大陸分水界を越えた後で、ルイスがマリアス川を探検できるように遠征隊は2つのチームに分かれた。
ウィリアム・クラークはイエローストーン川を降った。ビリングスの北東25マイル (40 km)の地点に署名を残した。記されたものは名前と1806年7月25日という日付だった。クラークは、砂岩の柱に上り「川の北側のあらゆる方向に広大な景色が眺められた」と主張した。その柱にはクラークがサカガウィアの息子の名前を付けた。サカガウィアはショショーニ族の女性であり、遠征隊のガイドとして、また通訳として働いた。クラークはサカガウェアの息子を「ポンピー」と呼んでおり、岩に付けた最初の名前は「ポンピー・タワー」だった。これは1814年に改名されて現在の名前となっている。クラークの書込は遠征隊が辿ったルートに残された唯一の物理的証拠である。
ルイスの4人のチームはブラックフット族インディアン数人に出逢った。彼等の出会いは友好的だったが、夜のことでもあったので、ブラックフット族は武器を盗もうとした。闘争の中で2人のインディアンが殺され、この遠征隊では唯一の先住民の死となった。ルイス・チーム、ルイス、ドルイラードおよびフィールド兄弟は、次に宿営するまでに100マイル (160 km)以上も逃げた。一方クラークはクロウ族の領域に入った。クロウ族は馬泥棒としても知られていた。夜にクラーク・チームの馬が半分いなくなったが、クロウ族の姿は一人も見えなかった。ルイスとクラークはイエローストーン川とミズーリ川の合流点に8月11日に到着するまで分かれていた。クラーク・チームは川をブル・ボートで流れ降った。再集合するときに、片目は見えずもう一方は近視のクラーク・チームの猟師ピエール・クルザットがルイスをアカシカと見誤って発砲し、ルイスの太腿を傷つけた。そこから遠征隊は一つになってミズーリ川を利用し迅速に故郷に帰ることができた。

## ショー砦
モンタナ準州のショー砦は1867年の春に設立された。サン川渓谷のグレートフォールズ西に位置し、1865年に連邦議会によって建設を承認された3箇所の基地の一つだった。モンタナ準州の他の2つの基地とは、ジュディス川のキャンプ・クックと準州南中部のボーズマン・トレイルにあるC.F.スミス砦だった。ショー砦は、南北戦争の時に結成された最初のアフリカ系アメリカ人連隊の一つ、第54マサチューセッツ連隊を指揮したロバート・グールド・ショーに因んで名付けられ、第13歩兵連隊によって日干しれんがと木材を使って造られた。この砦には400フィート (120 m)四方の閲兵場があり、士官用宿舎、病院および交易基地があり、450名の兵士を収容できた。1868年に完成し、その兵士は主に、ミズーリ川の航行可能な上限であるベントン砦から準州南西部の金鉱地域までの主要供給線であるベントン・ヘレナ道路の護衛に使われた。この砦は1891年まで軍関係者に占められた。
軍事基地としての役目を終えたショー砦は、政府が若い先住民族の工業訓練を行う学校に変えた。フォートショー・インディアン工業学校は1892年4月30日に開校した。この学校には一時期、17人の教員、11人のインディアン補助員および300人の生徒がいた。学校には軍隊が建てた建物のうち20戸以上が使われた。

## リトルビッグホーンの戦い
リトルビッグホーンの戦いは、カスターの最後の立所（Custer's Last Stand）やカスター虐殺とも呼ばれ、当時の先住民の呼び方ではグリーシー・グラスの戦いとも呼ばれた。これはラコタ族と北部シャイアン族の連合軍とアメリカ陸軍第7騎兵隊の間の武装闘争だった。1876年6月25日から26日にモンタナ準州東部リトルビッグホーン川の近くで起こった。
何千ものインディアンがその居留地から逃げ出した。軍隊の指揮官達は3隊に分かれた遠征隊を組織して彼等を集め居留地に戻す計画を立て、歩兵と騎兵さらにはガトリング砲（機関銃の一種）を含む砲兵の小さな分遣隊を使った。カスターの部隊は6月24日の夜に今はモンタナ州となっているリトルビッグホーン川の東14マイル (23 km)の見通しの良い場所に到着した。テリーとギボンの部隊はリトルビッグホーン川河口に向かっていた。
戦闘開始からおよそ3時間の間に、カスターの部隊は全滅した。第7騎兵隊の2名のみがカスターがインディアンと戦っているのを目撃したと後に報告した。若いクロウ族でカーリーという名の者と、ピーター・トンプソンという騎兵がカスター部隊の背後に倒れていたが、カスター隊の最後の瞬間の証言は不確実なものである。ラコタ族の証言に拠れば、クレイジー・ホースが自らラコタ族の大集団を率いて騎兵隊を圧倒したと言っていた。正確な数は不明であるが、北部シャイアン族とラコタ族の勢力比は約3対1と推計されており、戦闘のある場面では5対1にまで拡がっていたと言われる。
ラコタ族は同盟者であるアラパホ族やシャイアン族と共にリトルビッグホーンの戦いで第7騎兵隊を破り、258名の兵士を殺害し、連隊の損失率は50％以上になった。しかし、その3年後のアフリカはイサンドルワナにおけるズールー族のイギリスに対する勝利と同様、犠牲が多くて割の合わない戦いになった。ラコタ族はその後の一連の戦闘で補強されたアメリカ陸軍に敗れ、居留地に追い返され、バッファローの狩りは止められ、「友好的な者」のみに政府が行う食料配給政策に従わされた。ラコタ族は1877年にブラックヒルズ地区を合衆国に譲渡する条約に署名させられたが、小規模の戦闘状態が継続し、最終的には14年後、スタンディングロックでシッティング・ブルの殺害（1890年12月15日）と、パインリッジでのウンデット・ニーの虐殺（1890年12月29日）ということになった。

## 北部シャイアン族の脱出
リトルビッグホーンの戦いに続いて、アメリカ陸軍のシャイアン族を捕まえようとする行動が激しくなった。1877年には972名のシャイアン族がオクラホマのインディアン準州に護送された。政府は北部シャイアン族と南部シャイアン族を一つの部族に再結合させようと図った。しかしそこの状態が悲惨だった。北部シャイアン族はそこの気候に慣れて居らず、直ぐにマラリアを患うようになった。さらに、配給食料が不十分で質も悪かった。1878年、主立った2人の酋長リトルウルフとモーニングスター（ダルナイフ）が、シャイアン族が北へ帰れるようシャイアン族の釈放を要求した。
同じ年、353名のシャイアン族がインディアン準州を離れて北に戻った。この集団はリトルウルフとモーニングスター2人の酋長が率いた。陸軍と他の市民志願兵が、シャイアン族が北に向かうに連れて、熱心に追跡した。総計で13,000名の兵士と志願兵が、シャイアン族の北への旅の全行程で追跡に派遣されたと推計されている。

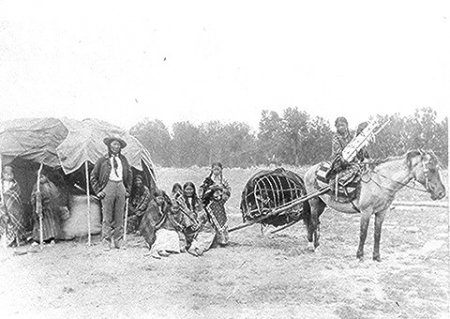
スタンプホーンとその家族（北部シャイアン族）。家と馬に曳かせるトラボイ（橇）が見える。

シャイアン族はネブラスカ州に入ると2つに分かれた。1つの集団はリトルウルフが率い、もう1つはモーニングスターが率いた。リトルウルフとその集団はモンタナに戻った。モーニングスターとその集団は拘束されてネブラスカ州ロビンソン砦に護送された。モーニングスターとその集団は隔離された。オクラホマに戻るよう命令されたが拒絶した。砦の状態は1878年の終わりに掛けて緊張したものになり、間もなくシャイアン族は宿舎に監禁され、食料や水、さらに暖をとる術も無かった。1879年1月モーニングスターとその集団がロビンソン砦を破って脱出した。その多くは砦から逃げているときに銃で撃たれて倒れ、その他の者は続く数日の間に砦の近くで発見され降伏するよう命令されたが、逃亡者の大半は収容所に戻るよりも殺された方が良いと考えて戦うことを選んだ。モーニングスターを含みほんの50名ほどが脱出に成功したと推計されている。逃亡者の中の数人は後にカンザス州で犯された殺人の罪で裁判に掛けられた。生き残った者は1894年に送還された。

## ネズ・パース族の逃避行

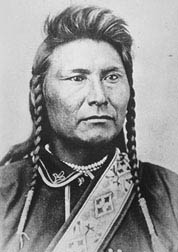
ジョセフ酋長

1877年、ネズ・パース族のジョセフ酋長に率いられた800名が、2,000名のアメリカ陸軍の追跡を受けながら、カナダ国境での自由を求めて動いた。3ヶ月以上の間、ネズ・パース族は追跡者をあしらい戦いながら、オレゴン、ワシントン、アイダホおよびモンタナを1,700マイル (2,700 km)移動した。
追跡騎兵隊を率いたオリバー・O・ハワード将軍は、ネズ・パース族が戦い、前衛や後衛を使い、散兵線を敷き、また戦場で防御を施すその技術に感銘を受けた。最終的に食料や毛布も無い状態で寒風の中を5日間壊滅的な戦いを行った後、1877年10月5日、モンタナ準州のベアポー山地で、ジョセフ酋長がネルソン・アップルトン・マイルズ将軍に正式に降伏した。そこは、現在のブレイン郡チヌークに近い場所で、カナダ国境の南40マイル (60 km)足らずだった。この戦闘は降伏の時のジョセフ酋長のものとされる言葉で、庶民の歴史に記憶されている。
「ハワード将軍にその考え方を知っていると言ってくれ。彼が以前言っていたことは私の記憶に留めている。私は戦いに疲れた。我々の酋長達は殺された。るっきんぐぐらすは死んだ。トゥーハルハルソトは死んだ。年取った者は皆死んだ。是非を言うのは若者達だ。若者達を率いた者も死んだ。外は寒く毛布も無かった。小さな子供達は凍えて死んだ。私の部族の者達の何人かは丘に向かって逃げたが、毛布もなく、食料も無かった。誰も彼等が何処にいるかを知らないし、恐らくは凍え死んだろう。私は私の子供達の面倒を見る時間が欲しい。またその何人を見付けられるだろうか見てみたい。恐らくは死者の中に彼等を見付けるだろう。聞いてくれ酋長たちよ。私は疲れた。私の心は病み、悲しんでいる。今、日が昇るこの地から、もはや戦うことはないだろう。」

## ルイ・リエルとメティ
ルパートランドと呼ばれた北のイギリス領（後のカナダのマニトバ州、サスカチュワン州およびアルバータ州）から、多くのメティが19世紀後半にモンタナに入った。あるとき、マニトバを出てきたメティの指導者ルイ・リエルがモンタナのセントピーター伝道所の学校で教師になり、地元の共和党でも活動した。アメリカ市民ではなかったメティの人々が共和党のために投票することをリールが申し立てたことについて議論が起こった。1884年夏、サスカチュワン川渓谷からきたメティ指導者層の代表、ガブリエル・デュモンやジェイムズ・イスビスターが、リエルに北へ戻るよう説得した。リエルは翌年カナダ支配に対するメティの反乱を指揮した。これは北西反乱と呼ばれている。メティ反乱の敗北と収監、さらにリエルの処刑の後で、ガブリエル・デュモンはモンタナに亡命し、その後バッファロー・ビルのワイルドウェスト・ショーに加わった。

## モンタナ準州
ルイス・クラーク探検隊の後、1850年代遅くに地域内に金脈が発見された後で、モンタナは1864年5月26日にモンタナ準州となり、1889年11月8日には合衆国41番目の州に昇格した。
| 1861年                                                             |
| 1863年                                                             |
| 1864年                                                             |
| 1864年のアイダホ準州の再構成により、モンタナ準州が新しく創られた。 |

モンタナ準州は1864年5月28日の連邦議会の承認とエイブラハム・リンカーン大統領の署名で法制化された法律で、既に存在したアイダホ準州から切り出され組織化された。その領域は、ルイジアナ買収で合衆国が獲得し、以前はネブラスカ準州とダコタ準州の一部だった大陸分水界の東だった。
領域にはアイダホ準州の大陸分水界より西の部分とビタールート山脈の東が含まれたが、ここはオレゴン条約で合衆国が獲得した土地であり、当初はオレゴン準州に含まれていた（モンタナの一部となったオレゴン準州の部分はワシントン準州の一部として切り離されていた）。
ワシントン準州とダコタ準州の境界は大陸分水界だったが（1861年の地図を参照）、アイダホ準州とモンタナ準州の境界は北緯46度30分の北、ビタールート山脈とされた（1864年の地図を参照）。民間の伝承では、酔っぱらった測量隊が間違った山の尾根を辿り、誤ってビタールート山脈のある西側に境界を動かしたという。

伝承とはことなり、その境界は正確に連邦議会が意図した通りである。モンタナ準州の基本法は、現在のモンタナ州、アイダホ州およびワイオミング州の境界交点から伸びるものとして境界を次のように規定している。
「北緯44度30分の線、ここから前述北緯44度30分の線を真西に伸ばしロッキー山脈の尾根と交わることで形成される点、そこからロッキー山脈の尾根を北へ伝いビタールート山脈と交わるまで伸ばす、ここより北へビタールート山脈の尾根を伝い、ワシントンから経度で39度の線と交わる点、ここより前述39度線を北に延ばしイギリス領境界に至る」
準州が存在した間、境界は変更されなかった。1889年11月8日にモンタナ州がアメリカ合衆国への加盟を認められた。

## 20世紀
1900年代初期の改正ホームステッド法がモンタナにおける開拓に大きな影響を与えた。この法は、1862年のホームステッド法で規定された土地の広さを160エーカー (65 ha)から320エーカー (130 ha)に拡げた。改正法はウィリアム・タフト大統領が署名し、最低定着期間も5年間から3年間に短縮され、毎年5ヶ月間の不在期間が認められた。
1908年、サン川灌漑計画でグレートフォールズから西がホームステッドの対象にされた。この開拓法では、1人の者が40エーカー (16 ha)を得られた。このホームステッド法に登録に来た人々の大半は若いカップルであり、猟や釣りができる山地の近くに住みたいと切望していた。これらホームステッド法の利用者の多くは中西部とミネソタ州からやってきた。
牛の放牧は長い間モンタナの歴史と経済の中心であり続けた。ディアロッジ渓谷の史跡は19世紀放牧様式に対する結びつきとして保存されている。アメリカ合衆国国立公園局によって運営されているが、1,900エーカー (7.7 km2)の現役の放牧地でもある。